# گرهارد لامپرشت
گرهارد لامپرشت (انگلیسی: Gerhard Lamprecht؛ ۶ اکتبر ۱۸۹۷ – ۴ مهٔ ۱۹۷۴) یک کارگردان و تهیه‌کننده اهل آلمان بود.

## جوایز
به لمپرشت نشان افتخار شایستگی جمهوری فدرال آلمان اعطا شد. در سال ۱۹۶۷، جایزه فیلم آلمان برای یک عمر دستاورد («Filmband in Gold») به او اهدا شد.

## فیلم‌شناسی
- The Mirror of the World (۱۹۱۸، فیلم‌نامه)
- Slums of Berlin (۱۹۲۵)
- Children of No Importance (۱۹۲۶)
- People to Each Other (۱۹۲۶)
- Sister Veronika (1927)
- دفیله (۱۹۲۷)
- Under the Lantern (۱۹۲۸)
- The Man with the Frog (۱۹۲۹)
- Emil and the Detectives (۱۹۳۱)
- The Black Hussar (۱۹۳۲)
- Just Once a Great Lady (۱۹۳۴)
- The Higher Command (۱۹۳۵)
- مادام بوواری (۱۹۳۷)
- زنی در رود (۱۹۳۹)
- The Girl at the Reception (۱۹۴۰)
- Clarissa (۱۹۴۱)
- Diesel (۱۹۴۲)
- Somewhere in Berlin (۱۹۴۶)